# تروینیانو رومانو
تروینیانو رومانو (به ایتالیایی: Trevignano Romano) یک کومونه در ایتالیا است که در استان رم واقع شده‌است. تروینیانو رومانو ۳۹ کیلومتر مربع مساحت و ۵٬۸۱۹ نفر جمعیت دارد و ۱۷۳ متر بالاتر از سطح دریا واقع شده‌است.